# 백선 (피부병)
백선(白癬, dermatophytosis) 또는 링웜(ringworm)은 피부의 진균 감염이다. 일반적으로 빨갛고 간지럽고 비늘진 원형 피부 발진이 발생한다. 발병 부위에 탈모가 발생할 수 있다. 증상은 노출된지 4~14일 내에 시작한다. 그 동안 여러 부위에서 발생할 수 있다.
약 40종의 균류가 백선을 유발할 수 있다. 이 균들은 보통 트리코피톤, 작은포자균, 표피사상균형이다. 위험 요인으로는 공용 샤워실 사용, 레슬링 등의 접촉 운동, 과도한 땀, 소버짐병에 발병되었거나 감염된 동물과 직접 접촉, 비만, 억제된 면역 기능이 포함된다. 백선은 다른 짐승에게서 또는 사람 간에 퍼질 수 있다. 진단은 종종 외관 및 증상에 기반하여 수행된다. 미생물 배양 또는 현미경을 통한 피부 부스거리 관찰을 통해 확인할 수 있다.
예방을 위해 피부를 건조하게 하고, 밖에 맨발로 다니지 않으며 개인 물품을 공유하지 않는 것이 좋다. 일반적으로 클로트리마졸이나 미코나졸 등의 향진균 크림을 도포해 치료한다. 부스러기가 수반되는 경우 플루코나졸 등 경구 항진균제를 복용해야 할 수 있다.
전반적으로 최대 20%의 인구가 언제든 백선에 감염될 수 있다. 사타구니 감염은 남성에게 더 일반적인 반면 두피와 신체 감염은 두 성별에 고루 발병한다. 두피 감염은 어린이에게 매우 일반적인 반면 사타구니 감염은 노년층에 더 일반적이다. 백선에 대한 기록은 고대사로 거슬러 올라간다.

## 진단

### 분류
- 피부 사상균증
  - 족부백선 (무좀): 발의 균 감염
  - 손톱백선(조갑백선): 손톱과 발톱, 손발톱바닥의 균 감염
  - 체부백선: 팔, 다리, 신체의 균 감염
  - 완선 (샅백선): 사타구니 부위의 균 감염
  - 손백선: 손, 손바닥 부위의 균 감염
  - 두부백선: 두피, 머리카락의 균 감염
  - 안면백선(얼굴백선): 얼굴의 균 감염
  - 백선성모창: 얼굴털의 균 감염

- 그 밖의 표면 진균증 (피부 사상균증에 의해 발병하는 것이 아니므로 일반적인 백선은 아님)
  - 어루러기: 말라세지아 푸르푸르에 의해 발병
  - 흑색선: Hortaea werneckii에 의해 발병

## 추가 문헌
- Weitzman I, Summerbell RC (1995). “The dermatophytes”. 《Clinical Microbiology Reviews》 8 (2): 240–259. doi:10.1128/cmr.8.2.240. PMC 172857. PMID 7621400.